# Феодосійський провулок (Київ)
Феодосі́йський прову́лок — провулок у Голосіївському районі міста Києва, місцевість Саперна слобідка. Пролягає від Саперно-Слобідської до Феодосійської вулиці.

## Історія
Провулок виник на межі XIX–ХХ століть під назвою Ка́ревський (Карівський). З 1955 року — провулок Григорія Сковороди , на честь українського філософа та письменника Григорія Сковороди. Сучасна назва — з 1973 року.